# غولدست
داستن باتريك رونلز (من مواليد 11 أبريل 1969) هو مصارع أمريكي محترف. وهو موقّع حاليًا مع آول إليت ريسلينغ، حيث يؤدي عروضه تحت اسم الحلقة داستن رودس. اشتهر بظهوره المتعدد مع دبليو دبليو إي من 1995 إلى 2018 تحت الاسم المستعار غولدست. وهو مصارع من الجيل الثاني، وابن عضو قاعة مشاهير دبليو دبليو إي داستي رودس والأخ غير الشقيق لكودي رودس. وهو معروف أيضًا بظهوره في بطولة العالم للمصارعة وإمباكت ريسلينغ وآول إليت ريسلينغ.

## روابط خارجية
- غولدست على موقع IMDb (الإنجليزية)
- غولدست على موقع قاعدة بيانات الفيلم (الإنجليزية)
- غولدست على موقع دبليو دبليو إي (الإنجليزية)
- غولدست على موقع WrestlingData.com (الإنجليزية)
- غولدست على موقع CageMatch worker (الإنجليزية)
- غولدست على موقع قاعدة بيانات المصارعة على الإنترنت (الإنجليزية)
- غولدست على موقع عالم المصارعة على الإنترنت (الإنجليزية)
- غولدست على موقع عالم المصارعة على الإنترنت (الإنجليزية)